# Svedjan (Gagnef)
Svedjan is een plaats in de gemeente Gagnef in het landschap Dalarna en de provincie Dalarnas län in Zweden. De plaats heeft 95 inwoners (2005) en een oppervlakte van 18 hectare.